# Lôi vũ
Lôi vũ (chữ Hán: 雷雨, Giông tố) là một vở kịch được viết vào năm 1933 bởi nhà viết kịch Trung Quốc Tào Ngu. Đây là một trong những tác phẩm kịch nổi tiếng nhất của Trung Quốc trong thời kỳ trước Chiến tranh Trung–Nhật.

## Lịch sử
Vở kịch Giông tố lần đầu tiên được đăng trên tạp chí Văn học, Quý báo Văn học. Ngay sau khi xuất bản, vở kịch đã được dàn dựng ở Tế Nam, và sau đó, vào năm 1935, ở Thượng Hải và ở Tokyo, cả hai đều được đón nhận nồng nhiệt. Năm 1936, Giông tố ra mắt tại Nam Kinh, do chính Tào Ngu đóng vai chính.

## Nội dung
Chủ đề của Lôi Vũ là những tác động tai hại của chủ nghĩa truyền thống cứng nhắc và thói đạo đức giả đối với gia tộc họ Chu giàu có, hiện đại, có phần Tây hóa. Cụ thể, cốt truyện của Lôi Vũ tập trung vào sự tàn phá về tâm lý và thể chất của gia đình họ Chu do loạn luân và áp bức, gây ra bởi tộc trưởng suy đồi và đồi bại về mặt đạo đức, Chu Phác Viên, một doanh nhân giàu có.

## Nhân vật
- Chu Phác Viên (周樸園) : 55 tuổi, người đứng đầu một công ty khai thác mỏ.
- Phồn Y (繁漪) : 35 tuổi, Vợ hai của Phác Viên.
- Chu Bình (周萍): Con trai lớn của Chu Phác Viên (con của Thị Bình), 28 tuổi.
- Chu Xung (周沖) : Con trai út của Chu Phác Viên (con của Phồn Y), 17 tuổi.
- Lỗ Quý (魯貴) : người hầu trong Chu gia, 48 tuổi.
- Lỗ Thị Bình (魯侍萍) : vợ cũ của Chu Phác Viên và vợ của hiện tại của Lỗ Quý, 47 tuổi.
- Lỗ Tứ Phượng (魯四鳳) : con hầu của Chu gia, con gái của Lỗ Quý và Thị Bình, 18 tuổi.
- Lỗ Đại Hải (魯大海) : con trai của Chu Phác Viên và Thị Bình, 27 tuổi.

## Các tác phẩm chuyển thể khác
- Năm 1938, sau thành công vang dội của vở kịch, một phiên bản điện ảnh được sản xuất tại Thượng Hải. Một phiên bản điện ảnh khác được sản xuất tại Hồng Kông vào năm 1957 (đạo diễn Ngô Huy), đóng cùng Lý Tiểu Long thời trẻ trong một số ít vai diễn không đánh nhau của anh ấy. Năm 1995, đạo diễn Ho Yi đã sản xuất một phiên bản điện ảnh tiếng Quảng Đông, với sự đồng ý của cá nhân nhà viết kịch. Bộ phim này được phát hành vào năm 1996.
- Vào năm 2012 Wang Chong đã sản xuất Thunderstorm 2.0, một màn trình diễn đa phương tiện (multimedia performance) sử dụng bốn camera và chỉnh sửa theo thời gian thực, tại Trojan House, Bắc Kinh. Bản chuyển thể do gia đình Tào Ngu ủy quyền đã cắt bỏ 99% nguyên tác và chỉ còn lại ba nhân vật chính. Trọng tâm phim là quan điểm nữ quyền của Cao Yu. Buổi biểu diễn đã lập tức thu được thành công. Báo Tân Kinh đã ghi nhận đây là một trong Mười tác phẩm sân khấu nhỏ hay nhất ở Trung Quốc giai đoạn 1982–2012. Sau đó đoàn đã lưu diễn tại Liên hoan nghệ thuật Đài Bắc, Lễ hội Israel ở Jerusalem và Lễ hội Under the Radar ở New York, ba lễ hội chưa từng có buổi biểu diễn nào từ Trung Quốc đại lục tham gia.[1]
- Năm 1986 đạo diễn Hoa Hạ đã dựng vở kịch Lôi Vũ tại sân khấu 5B Võ Văn Tần với dàn diễn viên tài năng như NSND Việt Anh vai Chu Phác Viên, NSND Hồng Vân vai Thị Bình, NSƯT Minh Trang vai Phồn Y, NSƯT Hữu Châu vai Lỗ Quý, NS Phương Linh vai Lỗ Tứ Phượng, NS Minh Hải vai Lỗ Đại Hải, NSƯT Quốc Thảo vai Chu Bình và NSƯT Thành Lộc vai Chu Xung. Đến năm 2019 đài truyền hình Vĩnh Long chuyển thể vở kịch thành bộ phim truyền hình với tên gọi Tiếng Sét Trong Mưa.